# Widełki
Widełki est une localité polonaise de la gmina de Daleszyce, située dans le powiat de Kielce en voïvodie de Sainte-Croix.